# Paweł Molgo

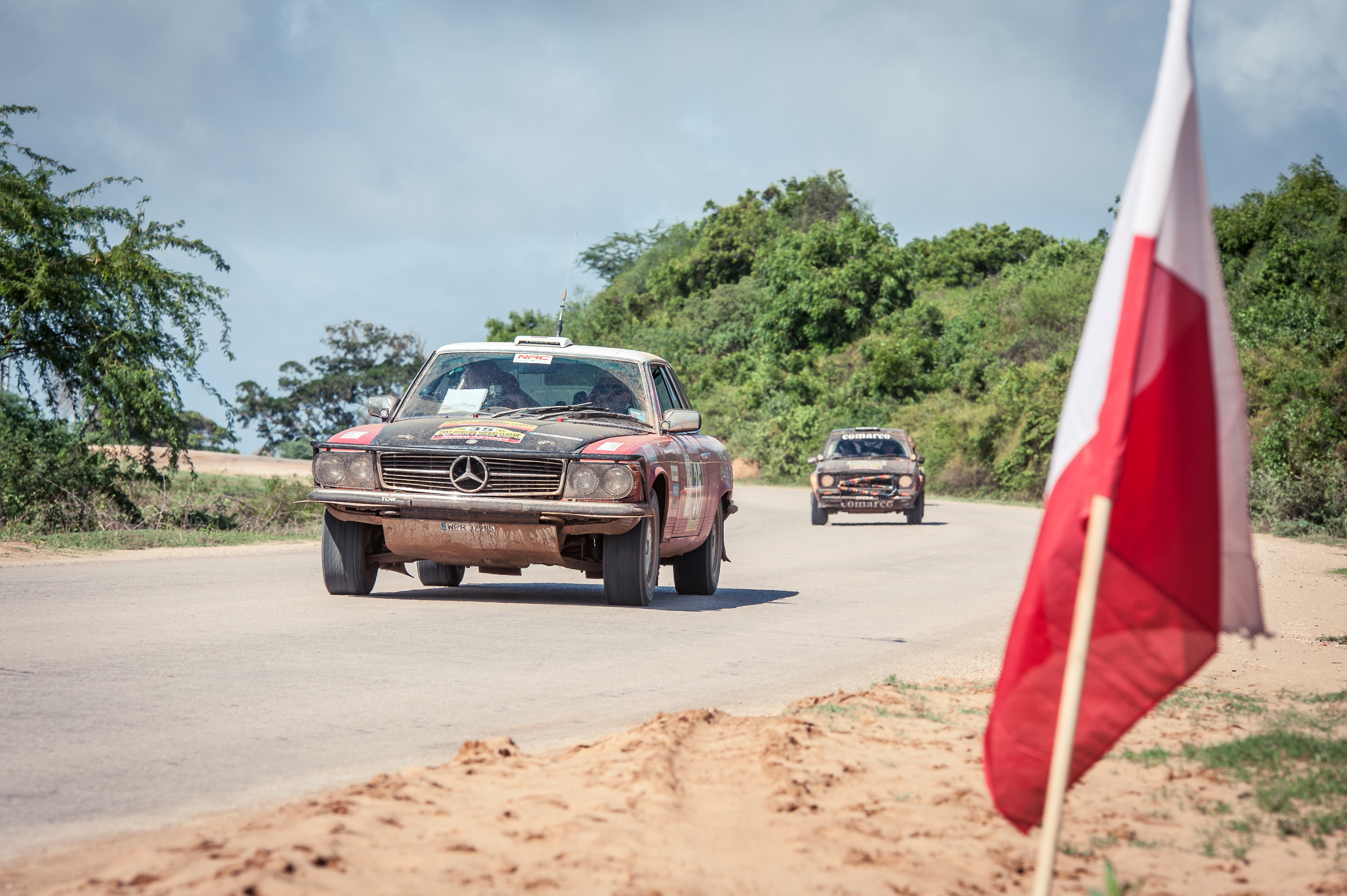
Start w East African Safari Classic Rally 2015 – Mercedes 450SLC

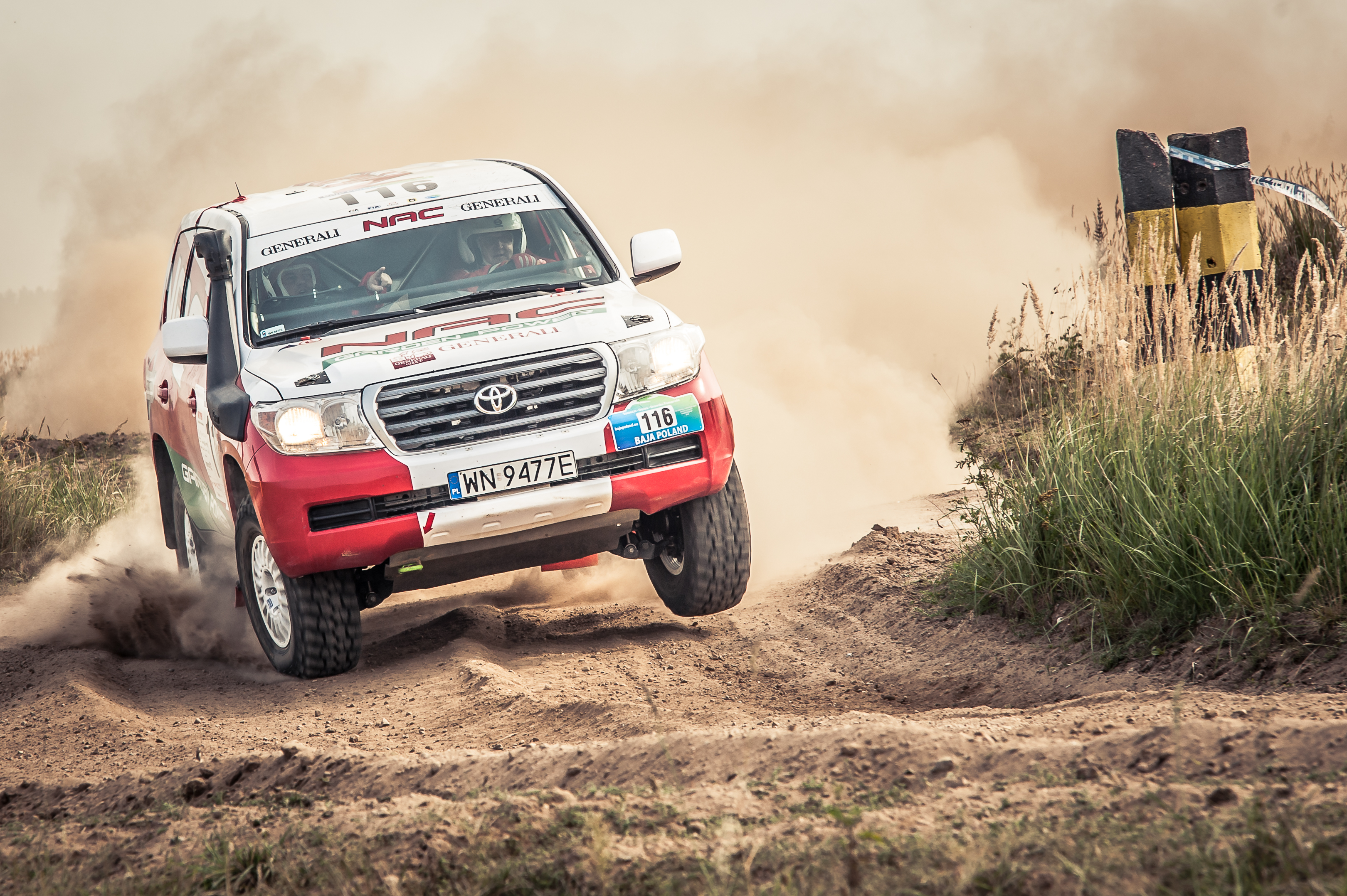
Start w Baja Poland 2013 – Toyota Land Cruiser VDJ200

Paweł Molgo (ur. 1 maja 1961 r. w Warszawie) – polski przedsiębiorca i kierowca rajdowy, dwukrotny mistrz Polski i wielokrotny medalista Rajdowych Mistrzostw Polski Samochodów Terenowych. Uczestnik rajdów terenowych i klasycznych w Polsce i na świecie. Kolekcjoner samochodów zabytkowych, gospodarz Polskiego Konkursu Elegancji, który organizowany jest corocznie od 2020 r. w Pałacu Rozalin.
Dwukrotny zwycięzca klasyfikacji generalnej RMPST (2014, 2015). Mistrz Polski grupy T1 (2014, 2015). Mistrz Polski z 2011 r. oraz wicemistrz Europy Centralnej (FIA CEZ) w grupie aut seryjnych (T2). Zwycięzca maratonu Africa Eco Race 2015 w grupie T2. Sklasyfikowany na drugim miejscu w rajdzie OiLibya Rally of Morocco 2013. Dwukrotny uczestnik maratonu Silk Way Rally (2012, 2016), oraz pierwszej edycji Turkmen Desert Race (2017). Siedmiokrotny uczestnik Rallye Monte Carlo Historique (2013, 2014, 2015, 2016, 2017, 2023, 2024).  Trzykrotny uczestnik maratonu East Africa Safari Classic Rally (2015, 2017, 2023). Zajął 10 miejsce debiutując w Maroc Historic Rally 2022, by rok później uplasować się na miejscu 6. Założyciel zespołu rajdowego NAC Rally Team, który pięciokrotnie zdobywał tytuł najlepszej drużyny sponsorskiej Rajdowych Mistrzostw Polski Samochodów Terenowych (2011, 2020, 2021, 2022, 2023, 2024).

## Życiorys
W rajdach samochodowych zadebiutował na początku lat 80. XX wieku. Rywalizował Maluchem w zawodach rangi KJS, który następnie został zastąpiony przez Zastawę. W 2010 r. powrócił do rywalizacji, decydując się na udział w rajdach terenowych, wraz z pilotem Wojciechem Krupą rywalizował w zawodach przeprawowych i cross-country.

### Starty w Rajdowych Mistrzostwach Polski Samochodów Terenowych
W roku 2010 założył zespół NAC Rally Team i rozpoczął występy w Rajdowych Mistrzostwach Polski Samochodów Terenowych za kierownicą Mitsubishi Pajero T2 zbudowanego w serwisie Rally4x4.pl Piotra Domownika. W sezonie 2011 zdobył tytuł mistrza Polski grupy T2 i wicemistrza Europy Centralnej, a jego zespół NAC Rally Team wygrał klasyfikację sponsorską. Za namową przyjaciół – Marka Dąbrowskiego i Jacka Czachora z zespołu Orlen Team w 2014 r.  przesiadł się do zbudowanego w Belgii Overdrive Nissana Navary T1.  W następnym sezonie został zmieniony na Toyotę Hilux T1. Dwa sezony występów w grupie aut prototypowych przypieczętował dwoma tytułami mistrza Polski i Czech (2014 i 2015) w parze z Januszem Jandrowiczem, jednocześnie zdobył podwójny tytuł mistrzowski w klasyfikacji zespołowej dla NAC Rally Team. W sezonie 2016 wystartował w jednej rundzie RMPST (Baja Drawsko), którą wygrał w grupie aut seryjnych.
W kolejnym roku swój udział w RMPST ograniczył (ze względu na czasochłonne przygotowania dla Historycznego Rajdu Safari) tylko do rajdu Baja Inter Cars, w którym wystartował za kierownicą Toyoty Hilux T1 w duecie z Rafał Martonem, zajmując 4. lokatę. W sezonie 2018 w ramach treningów do Turkmen Desert Race uczestniczył w dwóch rundach RMPST: Columna Medica Rajd Safari, w którym zajął 4. miejsce, oraz 38. edycji rajdu Polskie Safari, której nie ukończył w wyniku awarii pomp paliwa.
Po zmianie auta na początku 2019 r. z Toyoty Hilux T1 do Forda F-150 EVO uczestniczył Mistrzostwach FIA CEZ w rajdach terenowych oraz nowym sezonie Rajdowych Mistrzostw Polski Samochodów Terenowych.  Zajął 3. miejsce podczas inauguracji obydwu cykli – rozegranych na Węgrzech zawodach Adrenalin Kupa i polskim rajdzie Baja Drawsko.
Kolejnej rundy z cyklu Mistrzostw FIA CEZ – rajdu Riverside Baja – nie ukończył w wyniku uszkodzenia układu dolotowego, jednak na następnych zawodach zaliczanych do RMPST: Rajdzie Terenowym Geotermia Lądek-Zdrój wywalczył 2. miejsce. Zwyciężył odbywający się w Przasnyszu rajd Polskie Safari. Rajdu Orlen Baja Poland, zaliczanego także do cyklu Pucharu Świata FIA, nie ukończył z powodu serii awarii. Na kolejnej rundzie RMPST – zawodach Baja Szczecinek, uzyskał drugie miejsce, pierwsze zajął Miroslav Zapletal. Na finałowej rundzie RMPST 2019 – zawodach Baja Europe 2019 – pod nieobecność Zapletala załoga NAC Rally Team zajęła 2. lokatę w klasyfikacji generalnej i sięgnęła po tytuł wicemistrzowski. W skróconym z powodu pandemii koronawirusa sezonie 2020 Paweł Molgo wziął udział w kilku rundach zaliczanych do cyklu RMPST, zajmując w duecie z Maciejem Martonem m.in. 3. lokatę w rajdzie Baja Szczecinek. Drużyny występujące pod wspólnym szyldem NAC Rally Team uzyskały cztery z rzędu zwycięstwa w klasyfikacji sponsorskiej Rajdowych Mistrzostw Polski Samochodów Terenowych 2020, 2021, 2022, 2023, 2024.

### Starty w rajdach cross-country
Równolegle z występami w RMPST i FIA CEZ brał udział w pustynnych maratonach dla samochodów terenowych. Swój debiut na afrykańskim kontynencie zaliczył w rajdzie RMF Morocco Challenge 2010, w którym prowadząc auto na zmianę z Piotrem Domownikiem, zajął 2. miejsce. W kolejnej edycji zawodów wygrał klasę ciężarową, tworząc załogę z Piotrem Domownikiem i Beatą Sadowską.
W roku 2012 w duecie z Ernestem Góreckim uczestniczył za kierownicą Mitsubishi Pajero T2 w rosyjskim Silk Way Rally, w którym finiszował na 28. miejscu w klasyfikacji generalnej. W rajdzie OiLibya Rally of Morocco 2012 uplasował się na 37. pozycji i zarazem 7. w grupie T2.
W sezonie 2013 zamienił Mitsubishi Pajero na nową Toyotę Land Cruiser T2. Premierowy występ na Rajdzie Maroka 2013 w nowym aucie przyniósł mu sukces w postaci 2. miejsca w grupie aut seryjnych.
W roku 2015 zwyciężył w grupie aut seryjnych dwutygodniowy maraton Africa Eco Race rozgrywany na „klasycznej” trasie rajdu Dakar: z Francji przez Maroko, Mauretanię do Senegalu. W sezonie 2016 ukończył Silk Way Rally z Moskwy do Pekinu. W Balkan Rallye 2016 w duecie z Januszem Jandrowiczem wygrał trzy etapy prowadząc Hiluxa T1, lecz nie zajął miejsca na podium przez wzgląd na karę czasową. W parze z Rafałem Martonem wziął udział w pierwszej edycji maratonu Turkmen Desert Race powołanego do życia przez Jeana-Louisa Schlessera, którego nie ukończył z powodu awarii silnika na drugim etapie.
W sezonie 2020 w parze z Maciejem Martonem wygrał 2. edycję rajdu 4V Rally Raid rozegranego w Rumunii. Rok później w rajdzie Baja Espana Aragon zajął 20. miejsce. W węgierskich zawodach Raid of The Champions 2022 wywalczył 2. lokatę.

### Starty w rajdach klasycznych
W roku 2011 rozpoczął występy w zawodach aut klasycznych. Za kierownicą Polskiego Fiata 125p wraz z Januszem Jandrowiczem wielokrotnie stawał na starcie Historycznego Rajdu Polski, Rajdu Barbórki i Rajdu Monte Carlo. W edycji 2016 mimo niefortunnego początku (140. miejsce po pięciu etapach) wywalczył najlepsze w historii miejsce wśród wszystkich Fiatów 125p rywalizujących w Monako, ostatecznie zajmując w klasyfikacji generalnej 20. lokatę. Rok później na mecie jubileuszowej, 20. edycji rajdu zajął 26 miejsce, pomimo awarii skrzyni biegów oraz utraty drugiego biegu. Jubileuszową, 25. edycję rajdu ukończył na 96. miejscu, na co wpływ miała awaria urządzeń pomiarowych oraz kłopoty techniczne (m.in. pęknięty drążek stabilizatora, a także urwane wahacze tylnego mostu).
W rajdowym Porsche 911 SC brał udział w wyścigach torowych np. z cyklu Classic Cup, a w Mercedesie 450 SLC (w duecie z Piotrem Domownikiem) rywalizował na trasie East Africa Safari Classic Rally, który w listopadzie 2015 roku rozegrany został na bezdrożach Kenii i Tanzanii. Dwa lata później powrócił z Piotrem Domownikiem do Afryki tym razem za kierownicą Mercedesa 350 SLC, jednak awaria skrzyni biegów na trzy dni przed końcem maratonu, nie pozwoliła mu dowieźć do mety zajmowanej wtenczas 13. lokaty w klasyfikacji generalnej. W roku 2022 w swoim debiucie w Historycznym Rajdzie Maroka w parze z Maciejem Martonem zajął 10. miejsce. Rok później zaś uplasował się na miejscu 6.
W sezonie 2023 rozpoczął starty w Historycznych Rajdowych Samochodowych Mistrzostw Polski, od początku zajmując czołowe lokaty. W duecie z Rafałem Martonem, za kierownicą Forda Sierry RS Cosworth, w debiutanckim Rajdzie Małopolskim wywalczył 3. miejsce. Na kolejnej rundzie HRSMP, Rajdzie Rzeszowskim, zajął pierwsze miejsce. W grudniu wystartował w East African Safari Classic Rally, jadąc z Maciejem Martonem Porsche 911 Carrera SC i zajął  19. miejsce. W lutym wziął udział w 26. Historique Rallye Monte Carlo 2024 za kierownicą Fiata 125p z pilotem Januszem Jandrowiczem. W lipcu 2024 roku wygrał Rajd Koszyc (Słowacja) z pilotem Rafałem Martonem. W listopadzie 2024 roku zajął 2. miejsce w klasyfikacji generalnej grupy Legend Historic Acropolis Rally. 